# Edward Dickinson Baker
Edward Dickinson Baker (Londra, 24 febbraio 1811 – Contea di Loudoun, 21 ottobre 1861) è stato un politico, militare e avvocato statunitense.
Nella sua carriera politica Baker fu eletto alla Camera dei rappresentanti per l'Illinois ed al Senato per l'Oregon. Amico di lunga data del presidente Abraham Lincoln, Baker fu colonnello dello United States Army nella guerra messico-statunitense e nella guerra di secessione americana. Baker fu ucciso nella battaglia di Ball's Bluff mentre era al comando di un reggimento, il che lo rende l'unico senatore ad essere stato ucciso durante la guerra di secessione.

## Gioventù
Nato a Londra nel 1811 dall'insegnante Edward Baker e da Lucy Dickinson Baker, quaccheri poveri ma istruiti, il giovane Edward Baker e la sua famiglia lasciarono l'Inghilterra ed emigrarono negli Stati Uniti d'America nel 1816, giungendo a Filadelfia dove il padre di Baker fondò una scuola. Ned frequentò la scuola del padre prima di iniziare un apprendistato da telaista in una ditta di tessitura. Nel 1825 la famiglia partì da Filadelfia trasferendosi a New Harmony, in Indiana, una comunità utopica posta lungo il fiume Ohio guidata da Robert Owen secondo gli ideali comunitariani.
Si trasferirono nuovamente nel 1826 da New Harmony a Belleville nell'Illinois Territory, cittadina nei pressi di Saint Louis. Baker ed il padre acquistarono un cavallo ed un carro ed entrarono nell'attività dei trasporti che il giovane Ned gestì a Saint Louis. Baker incontrò il governatore Ninian Edwards che permise a Baker di accedere alla propria biblioteca di diritto. In seguito si trasferì a Carrollton, Illinois, dove divenne avvocato nel 1830. Il 27 aprile 1831 posò Mary Ann Lee dalla quale ebbe cinque figli.

## Avvocato in Illinois

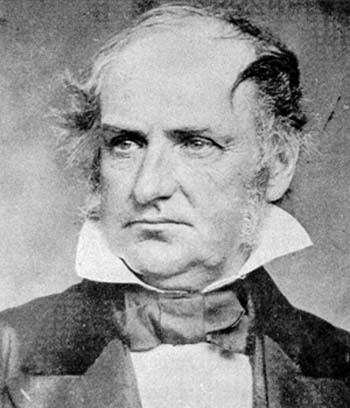
Edward Dickinson Baker

Poco dopo essersi sposato, Baker si unì ai discepoli di Cristo ed iniziò a pregare in privato, prima di dedicarsi ad orazioni in pubblico che lo resero famoso. Un anno dopo il matrimonio Baker partecipò alla guerra di Falco Nero, ma senza prendere parte attivamente agli scontri. Attorno al 1835 divenne amico di Abraham Lincoln e fu subito coinvolto in politica, venendo eletto nella Camera dei rappresentanti dell'Illinois il 1º luglio 1837 e nel Senato dell'Illinois dal 1840 al 1844. Nel 1844, mentre viveva a Springfield, sconfisse Lincoln nell'elezione al 7º Congresso presentandosi con i Whig. Baker e Lincoln divennero comunque amici stretti, al punto che circolò una voce secondo la quale Baker avrebbe battezzato Lincoln. Tale voce venne poi negata come apocrifa dai successivi capi del Movimento della Restaurazione, a cui la Chiesa di Cristo di Baker era associata.
Baker rimase al Congresso dal 4 marzo 1845 fino alle sue dimissioni avvenute il 24 dicembre 1846, che ebbero effetto dal 15 gennaio 1847. Si dimise per una lite sulla legalità del suo contemporaneo servizio al Congresso e nell'esercito. La controversia nacque dall'articolo 1, Sezione 6, della Costituzione degli Stati Uniti d'America, la cosiddetta Incompatibility Clause che proibiva ad un "ufficiale degli Stati Uniti" di far parte del Congresso. Lincoln e Baker rimasero amici intimi, tanto che Lincoln diede ad uno dei suoi figli il nome di Edward Baker Lincoln, chiamato affettuosamente "Eddie." I due si sfidarono saltuariamente a Fives, una specie di palamano.
Nel settembre 1844 Baker mostrò coraggio in un incidente legato all'omicidio di Joseph Smith, fondatore del movimento dei Santi degli ultimi giorni, da parte di una folla nella prigione di Nauvoo (Illinois). Da colonnello della milizia locale Baker fece parte del gruppo che inseguì i capi della folla fuggiti oltre il Mississippi in Missouri. Invece di aspettare l'arrivo degli altri, Baker attraversò il fiume e arrestò i fuggitivi.
Durante la guerra messico-statunitense Baker uscì brevemente dalla politica e divenne colonnello del 4º reggimento volontari di fanteria dell'Illinois, il 4 luglio 1846. Nella battaglia di Cerro Gordo il suo reggimento fu assegnato alla brigata dell'Illinois del generale James Shields nella divisione del generale D.E. Twigg. Quando Shields fu gravemente ferito in uno sbarramento d'artiglieria, Baker condusse coraggiosamente la brigata contro l'artiglieria nemica trincerata portando alla conquista dei loro cannoni. In seguito il generale Winfield Scott disse: "La brigata guidata tanto coraggiosamente dal generale Shields e, dopo la sua caduta, dal colonnello Baker, si merita un alto encomio per il suo successo". Poco dopo Cerro Gordo il periodo di arruolamento terminò per il 4° Illinois, che tornò a New Orleans e fu congedato il 25 maggio. Baker tornò a Springfield nel 1848 ma, invece di concorrere con Lincoln per la nomina al Congresso, si trasferì a Galena dove fu eletto come Whig al 31º Congresso (4 marzo 1849 - 4 marzo 1851). Non si candidò nel 1850 per la rielezione.
Nel luglio 1850 propose alla Panama Railroad Company di fargli reclutare uomini per la costruzione della ferrovia. Baker accettò di pagare le loro spese da St. Louis a Panama, e la compagnia li avrebbe mandati a San Francisco il 1º maggio. A Panama però si ammalò per una malattia tropicale e dovette tornare negli Stati Uniti.

## Politico in California
Dopo che Baker non riuscì a guadagnarsi un posto al Gabinetto col presidente Zachary Taylor, si trasferì a San Francisco nel 1852. Intraprese una buona carriera da avvocato, nonostante alcuni lo descrivano come sciatto nelle pratiche commerciali e poco attento ai dettagli, accuse già subite in passato. Baker incontrò Isaac Jones Wistar, di sedici anni più giovane di lui e proveniente da un'importante famiglia di Filadelfia. Questi disse che Baker non teneva registri e che si affidava alla sua memoria e ad una manciata di carte che teneva sul cappello. Baker non preparava in anticipo i suoi discorsi in tribunale preferendo parlare a braccio davanti alla corte. Baker guadagnò molti soldi, ma li spese altrettanto velocemente, disse Wistar, anche per debiti contratti nel gioco del faro. I due si allearono formando una partnership di successo su Montgomery e Jackson Streets.
La California era stata ammessa negli Stati Uniti d'America nel 1850 come stato libero, ma nella seconda metà degli anni 1850 lo stato veniva tirato in direzioni differenti riguardo al problema dello schiavismo, e Baker divenne un capo del movimento che avrebbe voluto tenere la California nell'Unione. Nel 1855 concorse per un seggio al Senato statale come Whig nel partito Free Soil Party, ma perse quando il partito Whig collassò.
Fu allora che Baker prese il nome di "Aquila Grigia" a causa dei capelli brizzolati (anche se stava in realtà diventando calvo). Era poco più basso di 180 centimetri. Baker fu coinvolto nel 1855 in un famoso caso criminale che rischiò di costargli la carriera legale ed il futuro politico. Fu criticato per la difesa di Charles Cora, un giocatore d'azzardo accusato di aver ucciso un agente federale statunitense. La giuria non riuscì a raggiungere un verdetto, e Cora fu linciato da una folla di vigilantes. L'esperienza portò Baker a diventare attivista del Law and Order Party, che si opponeva alle azioni del Comitato di Vigilanza di San Francisco che amministrava la legge. A causa delle critiche mosse dal comitato alle sue azioni, Baker dovette lasciare temporaneamente la città e passare del tempo a Sacramento.

## Politico in Oregon
Frustrato dal fallimento nel tentativo di venire eletto alla Camera dei rappresentanti nel 1859, Baker cercò un terreno politico migliore a nord. L'Oregon aveva un interesse particolare per coloro che avevano vissuto in Illinois, compresi uomini che aveva conosciuto a Springfield. Si interessò nel 1857 alla politica dell'Oregon quando il dottor Anson Henry, amico di Springfield che si era trasferito in Oregon, disse a Baker che avrebbe potuto diventare senatore. Dopo che lo status di Stato fu ottenuto il 14 febbraio 1859, i repubblicani dell'Oregon chiesero a Baker di concorrere per il Senato.
Alla fine di febbraio del 1860 la famiglia Baker si era trasferita in una casa di Salem in quello che oggi è il campus della Willamette University. Baker aprì uno studio legale ed iniziò una campagna elettorale repubblicana in tutto lo stato. A Salem il 4 luglio riconobbe il rombo delle minacce di secessione e proclamò la propria volontà di morire per il proprio paese.
La legislatura dell'Oregon si incontrò a Salem nel settembre 1860 per eleggere due uomini al Senato. Nel tentativo di impedire a Baker di ottenere la maggioranza richiesta di 26 voti, sei senatori schiavisti abbandonarono l'incontro e si nascosero in un fienile per non far raggiungere il quorum. Furono riportati indietro, ed i legislatori raggiunsero un accordo il 7 ottobre eleggendo James Nesmith, un democratico di Douglas, e Baker. I democratici di Douglas sostennero Baker per la sua sincerità ed il sostegno alla sovranità popolare.

## Senatore statunitense
Baker si insediò al Senato il 5 dicembre 1860. Il suo collega dell'Oregon, il senatore Joseph Lane, lo odiava talmente da rifiutarsi di seguire la tradizione e presentarlo al Senato, tanto che fu il senatore democratico della California Milton Latham a doverlo fare.
Il 31 dicembre il senatore Judah Philip Benjamin della Louisiana sostenne che gli stati meridionali avessero il diritto costituzionale di secedere e che si sarebbero uniti alla Carolina del Sud, separatasi il 20 dicembre. Baker rifiutò il concetto espresso da Benjamin in un discorso di tre ore il giorno dopo. Ammise di non voler interferire con la questione degli schiavi nei singoli stati, ma si oppose all'idea della secessione ed all'estensione dello schiavismo nei nuovi territori annessi. Nel marzo 1861 disse di voler trovare un compromesso su alcuni problemi per evitare la rottura della nazione.
Abraham Lincoln si insediò il 4 marzo 1861. Baker ed il senatore James Alfred Pearce del Maryland sedettero nella carrozza presidenziale durante il viaggio dalla Casa Bianca al Campidoglio assieme a Lincoln ed al presidente uscente James Buchanan. A cavallo alla testa della scorta c'era l'uomo che sarebbe stato il comandante di Baker nella battaglia di Ball's Bluff. Il colonnello Charles P. Stone era un promettente ufficiale unionista responsabile della sicurezza a Washington per l'insediamento. Stone spronò il proprio cavallo per farli alzare tutti, convinto che così avrebbero fornito una copertura migliore alla carrozza. Baker presentò Lincoln all'udienza raccolta nel portico orientale del Campidoglio: "Compagni cittadini, vi presento Abraham Lincoln, Presidente degli Stati Uniti d'America".
Lincoln non nominò Baker nel proprio gabinetto dato che il suo impegno in Senato era critico. Se Baker avesse dato le dimissioni dal Senato, il governatore democratico pro-schiavismo dell'Oregon, John Whiteaker, avrebbe nominato un democratico al suo posto.

## Morte in battaglia

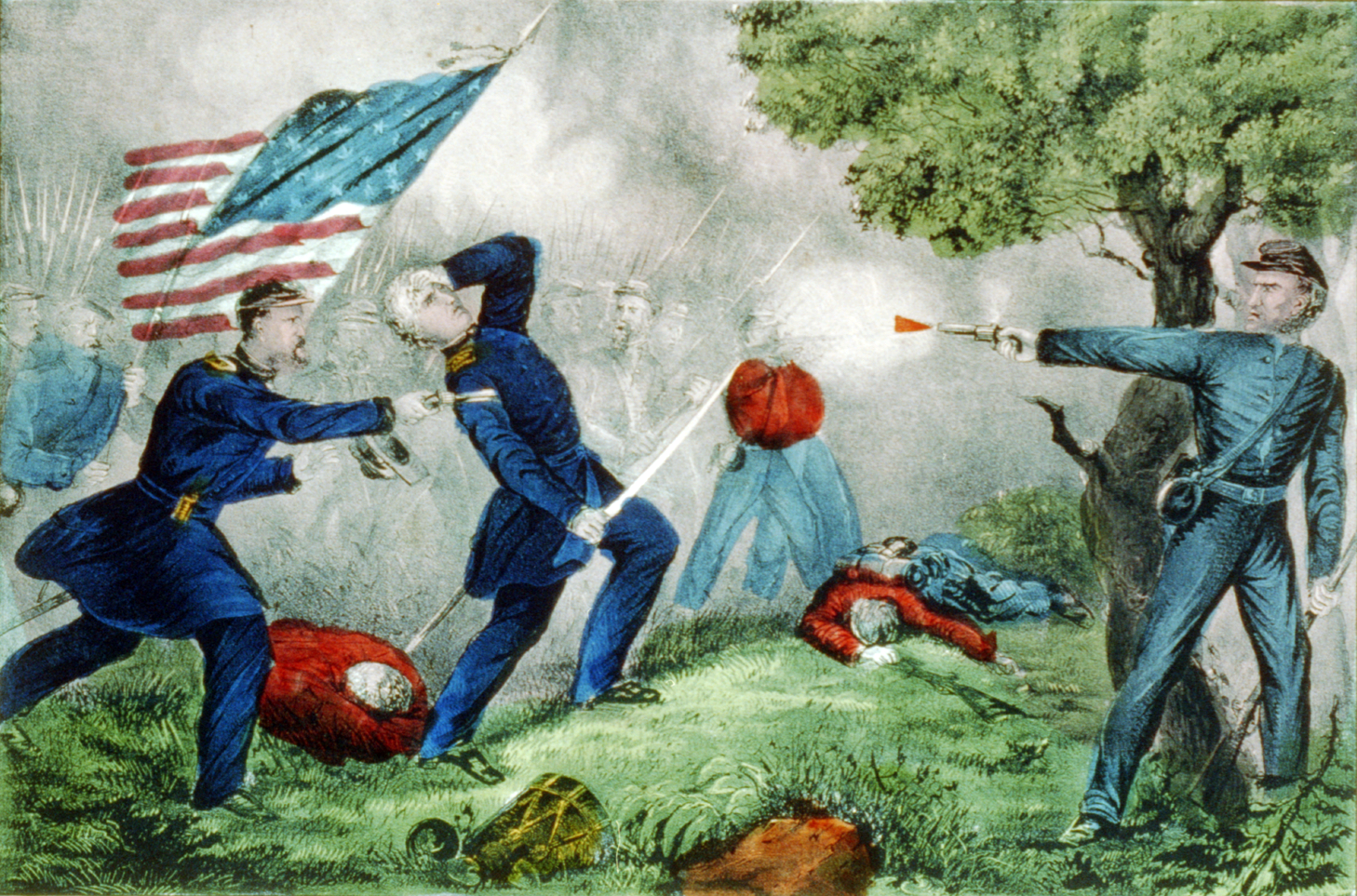
Morte del colonnello Edward D. Baker nella battaglia di Ball's Bluff, 21 ottobre 1861

La guerra di secessione iniziò il 12 aprile quando l'artiglieria confederata aprì il fuoco su Fort Sumter, e tre giorni dopo il presidente Lincoln arruolò 75000 volontari. Baker lasciò il Senato per raggiungere New York dove,  il 19 aprile, parlò per due ore a una folla di 100 000 persone radunata a Union Square. Fu schietto: "L'ora della conciliazione è passata; la riunione per la battaglia è giunta, ed il paese chiede che ogni uomo dovrebbe fare il proprio dovere". Disse di voler imbracciare lui stesso le armi: "Se la provvidenza lo permetterà, questa debole mano impugnerà una spada, ancora mai disonorata, non per combattere per l'onore su terra straniera, per il paese, per la casa, per la legge, per il governo, per la Costituzione, per i diritti, per la libertà, per l'umanità". Il giorno dopo trovò 200 uomini della California che volevano formare un reggimento che avrebbe simbolizzato la costa occidentale nella causa unionista. L'8 maggio Baker fu autorizzato dal Segretario alla Guerra Simon Cameron a formare il reggimento della California e di mettersi al comando col grado di colonnello.
Baker telegrafò a Isaac Jones Wistar, suo socio avvocato a San Francisco tornato a Filadelfia, chiedendogli di aiutarlo a reclutare e ad organizzare il reggimento. Quando Wistar gli chiese il grado militare, Baker rispose: "Non posso al momento accettare gradi militari senza mettere a repentaglio il mio seggio in Senato. Ma conosci il mio legame con Lincoln, e se lo farai per me, posso assicurarti che entro sei mesi sarò maggior generale e tu sarai generale di brigata sotto di me". Baker scrisse a Lincoln l'11 giugno chiedendogli un comando che "non lo avrebbe reso secondo a nessuno". I suoi sforzi furono ripagati; il 31 luglio Lincoln inviò al Senato i nomi degli uomini che raccomandava per le nomine a generali di brigata. Nella lista, oltre a Charles Stone, Ulysses Grant ed altri, compariva Edward Baker.
Disse al Senato che avrebbe rifiutato l'incarico a causa dei problemi legali. Disse di essere felice che il governo gli avesse assegnato il grado di colonnello, "abbastanza per tutte le mie aspirazioni militari", il che fa pensare che credesse di poter restare colonnello e rimanere al Senato. Scrisse a Lincoln il 31 agosto per rifiutare la nomina a generale di brigata, citando il problema dell'incompatibilità di cariche e sottintendendo che aveva il permesso governativo di agire da colonnello. Per aggiungere altro mistero, il Dipartimento della Guerra notificò a Baker il 21 settembre che Lincoln lo aveva nominato maggior generale. In una lista di generali della guerra di secessione basata sui registri ufficiali compare Baker col grado di maggior generale.
Gli fu assegnato il comando di una brigata della divisione di Stone, a guardia dei guadi del Potomac a nord di Washington. In una cena col giornalista George Wilkes ad agosto, Baker predisse che sarebbe morto in una delle prime battaglie della guerra: "Sono sicuro che non sopravviverò a questa guerra, e se le mie truppe dovessero mostrare mancanza di risolutezza, morirò nella prima battaglia. Non posso permettermi, dopo la mia carriera in Messico, e da senatore degli Stati Uniti d'America, di girare la faccia al nemico".
Baker si fermò alla Casa Bianca il 20 ottobre per visitare il vecchio amico. Lincoln si sedette su un albero nel giardino nordorientale della Casa Bianca mentre Baker era disteso a terra con le mani dietro la testa. Willie Lincoln giocava con le foglie mentre i due uomini parlavano. Baker raccolse Willie e lo baciò prima di stringere la mano del presidente quando partì. Mary Lincoln diede a Baker un mazzo di fiori, che egli accettò con piacere dicendo: "Molto belli. Questi fiori e la mia memoria appassiranno insieme".
Il 21 ottobre nella battaglia di Ball's Bluff, attorno alle 16, fu colpito da una raffica di proiettili al cuore ed alla testa e morì sul colpo. Wistar disse di aver avuto una breve discussione con Baker poco prima della sua morte, e che gli disse: "L'ufficiale che muore con i propri uomini non sarà mai giudicato con severità". Il presidente Lincoln era nel quartier generale di George B. McClellan quella sera quando seppe della morte di Baker. Charles Carleton Coffin del Boston Journal vide Lincoln piangere quando lo scoprì: "Con il capo chino, e le lacrime che scendevano dalle sue guance, la faccia pallida, il cuore palpitante d'emozione, quasi cadde quando camminò". Al funerale di Baker, Mary Todd Lincoln scandalizzò Washington mostrandosi in un completo lilla, compresi guanti e cappello, invece del tradizionale nero. Nonostante la stretta amicizia di Baker col marito disse: "Mi chiedo se le donne di Washington si aspettino che mi metta in lutto per ogni soldato morto in questa grande guerra?". Dopo i funerali a Filadelfia e New York il corpo di Baker fu mandato via nave e lungo la Panama Railroad a San Francisco per la sepoltura. È sepolto nella sezione OSD, posto 488, nel cimitero nazionale di San Francisco. Una volta Baker disse parlando di sé: "Il mio punto forte è la potenza nel comando, comandare e guidare gli uomini. Sento che potrei portarli ovunque".
Quasi tre anni dopo la sua morte alla moglie di Baker, Mary Ann, fu concessa dal governo una pensione di 55 dollari al mese.

## Riconoscimenti

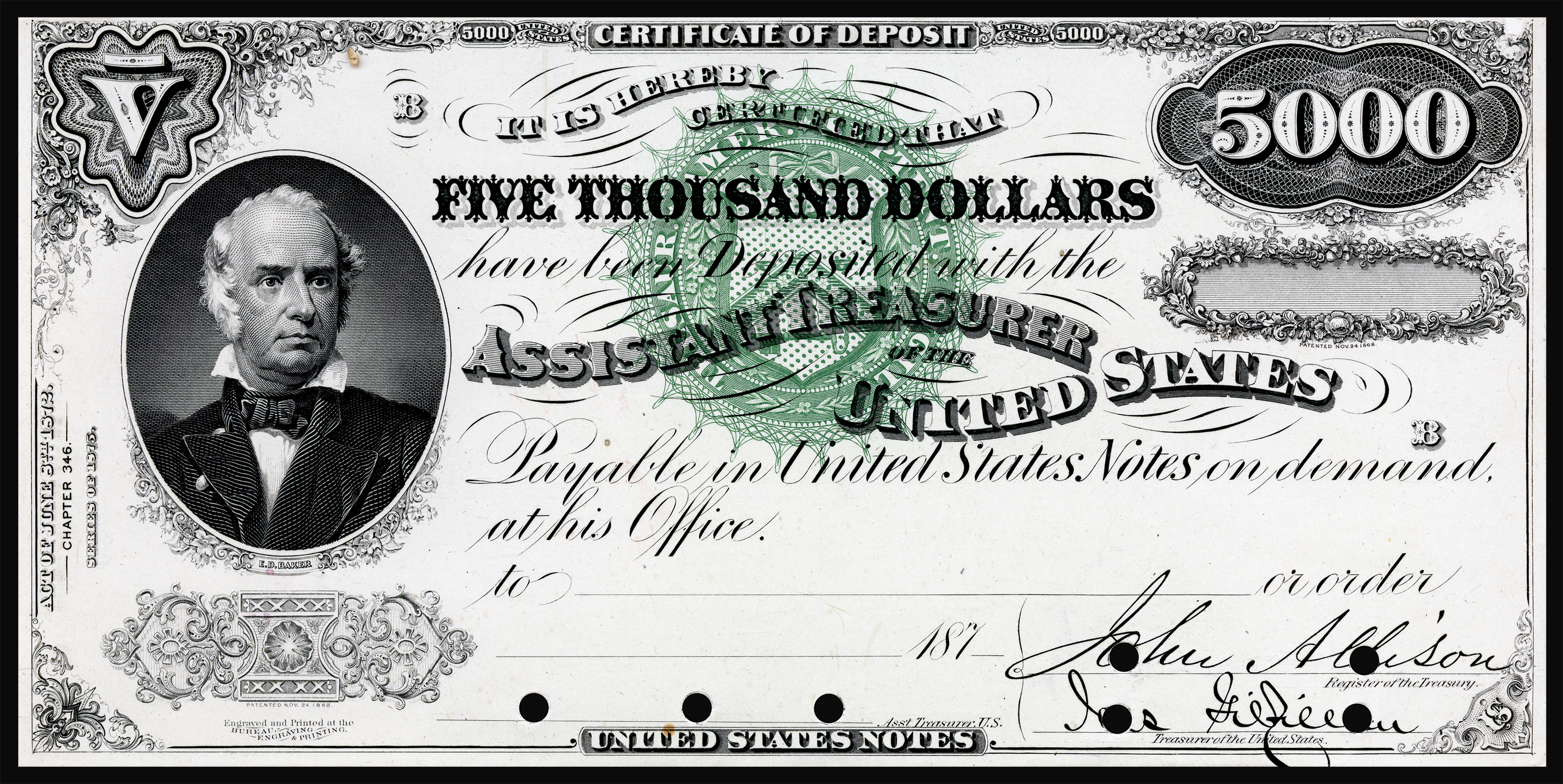
Baker raffigurato nei certificati di deposito del 1875 da 5000 dollari

Baker City e la contea di Baker (Oregon) furono create e dedicate a lui. La contea fu creata il 22 settembre 1862. Il 29 aprile 1897 la Lime Point Military Reservation, situata nei pressi di Sausalito, fu rinominata in Fort Baker. C'è un Fort Baker anche nel Distretto di Columbia, tra Fort Meigs e Fort Stanton.
Una statua in marmo a grandezza naturale fu scolpita da Horatio Stone e posta nel Campidoglio. Le proposte di legge che stanziarono 10 000 dollari per la sua creazione sono visibili nella Biblioteca del Congresso.
Il 12 dicembre 1861, dopo la notizia della morte di Baker, fu approvata al Senato una proposta di James Willis Nesmith dell'Oregon secondo la quale i membri del Senato avrebbero portato il lutto al braccio per 30 giorni.
Il 19 maggio 2011 il governatore dell'Oregon John Kitzhaber approvò la legge SB809, designando il 24 febbraio come "Edward D. Baker Day" in Oregon.